# Anchorman – Die Legende von Ron Burgundy
Anchorman – Die Legende von Ron Burgundy (Originaltitel: Anchorman: The Legend of Ron Burgundy) ist eine US-amerikanische Filmkomödie vom Regisseur Adam McKay mit dem Komiker Will Ferrell aus dem Jahr 2004. Beide verfassten zudem auch das Drehbuch. Er zählt zu den so genannten Frat-Pack-Filmen.

## Inhalt
Der Film spielt in den späten 1970er Jahren und stellt eine Parodie auf diese Zeit dar. Insbesondere die Boulevardisierung der Fernsehnachrichten, der Wettbewerb zwischen den Sendern, Sexismus und die unbeholfenen Bemühungen um Gleichberechtigung zwischen Mann und Frau werden persifliert.
In dem Film geht es um den Nachrichtenmoderator Ron Burgundy, der in seiner Heimatstadt San Diego zu einer regelrechten Legende geworden ist und täglich gemeinsam mit seinen einfältigen besten Freunden im Fernsehen auftritt. Job und Leben verlaufen bestens, bis die schöne Veronica in der Redaktion des Fernsehsenders auftaucht. Keiner will sie so richtig ernst nehmen, und auch Ron denkt anfangs nur daran sie in sein Bett zu kriegen, was ihm sogar gelingt.
Als Ron aber einmal zu spät im Aufnahmestudio erscheint – sein Hund war von einer Brücke geworfen worden –, moderiert Veronica an seiner Stelle die Nachrichten, ohne dass es seine Freunde verhindern können. Ron ist dadurch in seinem Moderatorenstolz schwer gekränkt und versucht sie nunmehr mit Hilfe seiner Kollegen aus dem Team zu mobben. Veronica schlägt jedoch zurück und manipuliert den Teleprompter, wodurch Ron statt seines Markenzeichens „Bleib wie du bist, San Diego“ „Leck mich am Arsch, San Diego“ abliest, was natürlich die Bürger der Stadt gegen ihn aufbringt. Er wird gefeuert, fällt in ein tiefes Motivationsloch und betrinkt sich mit Milch.
Ron bekommt jedoch die Chance, von der Geburt eines Pandababys zu berichten, da Veronica von einem konkurrierenden Reporter ins Gehege der Kodiakbären gestoßen wird. Als er sieht, dass Veronica in Lebensgefahr ist, muss Ron sich entscheiden, ob er nun die Moderation machen will oder Veronica rettet. Er entscheidet sich für letzteres und kann mit Hilfe seiner Kollegen, die sich mit den Bären einen erbitterten Kampf liefern, Veronica in Sicherheit bringen. Die beiden versöhnen sich wieder und sagen fortan gemeinsam die Nachrichten an.

## Besonderes
Beim Dreh des Filmes war so viel Material übrig geblieben, dass daraus ein zweiter Film entstand: Wake Up, Ron Burgundy: The Lost Movie.
In dem Film haben einige Stars Gastauftritte. Während einer Szene, die eine Schlacht zwischen verschiedenen Nachrichtenteams (wie den Mittagsnachrichten, den Abendnachrichten und den Spanischnachrichten) darstellt, sind unter anderem Tim Robbins, Vince Vaughn, Ben Stiller und Luke Wilson zu sehen. Auch Jack Black tritt in einer kleinen Szene als Rocker in Erscheinung. Danny Trejo hat einen kleinen Auftritt als Barkeeper von Rocky’s Bar. Außerdem sieht man Seth Rogen als Kameramann.
Im Abspann, in dem die Outtakes gezeigt werden, ist eine Szene aus Das ausgekochte Schlitzohr ist wieder auf Achse zu sehen, in der Burt Reynolds ein ähnliches Kostüm wie Ron Burgundy trägt und versehentlich den Text seiner Drehpartnerin aufsagt.

## Kritiken
„Will Ferrell („Buddy, der Weihnachtself“) grimassiert sich durch eine von Deppen bevölkerte, alberne Sketchparade, in der nur wenige Gags zünden. Fazit: Derbe Kalauer, die mehr ermüden als erheitern.“

„Die stetig wachsende Fangemeinde von Will Ferrell wird sich über seine gewohnt schamlos-unerschrockene Darstellung eines sich selbst weit überschätzenden, aber dennoch nicht unsympathischen Dussels allemal amüsieren. Was aber nicht heißt, dass das komische Potenzial trotz etlicher gelungener Gags optimal genutzt wurde.“

„Komödie mit stimmigem Design, aber schwachen Gags und blassen Figuren, die es nicht schafft, ihr Potenzial einer bissigen Mediensatire auszuschöpfen.“

## Auszeichnungen
- 2005: BMI Film Music Award der BMI Film & TV Awards
- 2005: Nominiert für den MTV Movie Award in den Kategorien Best Comedic Performance, Best Musical Performance und Best On-Screen Team
- 2005: Nominiert für die Goldene Himbeere in der Kategorie Schlechtester Schauspieler (Stiller)

## Fortsetzung
Im Dezember 2013 wurde in den USA die Fortsetzung Anchorman: The Legend Continues veröffentlicht. Die Regie übernahm hierbei erneut Adam McKay und auch die Hauptdarsteller sind die gleichen. Der deutsche Filmstart war unter dem Titel Anchorman – Die Legende kehrt zurück am 30. Januar 2014.